# Bjärken, Hälsingland
Bjärken är en sjö i Bollnäs kommun i Hälsingland och ingår i Ljusnans huvudavrinningsområde. Sjön är 8 meter djup, har en yta på 0,751 kvadratkilometer och är belägen 165,2 meter över havet. Sjön avvattnas av vattendraget Rorån/
Sannån.

## Delavrinningsområde
Bjärken ingår i det delavrinningsområde (682273-153759) som SMHI kallar för Utloppet av Bjärken. Medelhöjden är 223 meter över havet och ytan är 14,71 kvadratkilometer. Räknas de 2 avrinningsområdena uppströms in blir den ackumulerade arean 30,05 kvadratkilometer. Sannån som avvattnar avrinningsområdet har biflödesordning 2, vilket innebär att vattnet flödar genom totalt 2 vattendrag innan det når havet efter 76 kilometer. Avrinningsområdet består mestadels av skog (81 procent). Avrinningsområdet har 0,79 kvadratkilometer vattenytor vilket ger det en sjöprocent på 5,4 procent.